# Палецкий, Фёдор Иванович Большой
Князь Фёдор Иванович Палецкий по прозванию Больший — боярский сын и воевода на службе у московских князей Ивана III и Василия III.
Рюрикович в XVI колене. Из рода удельных князей Палецких. Старший сын князя Ивана Давыдовича Палица, внук родоначальника князя Давыда Андреевича по прозванию "Палица", продолжатель князей Палецкие. Имел братьев, князей бездетного Василия, Ивана и Фёдора Меньшова, погибшего в бою с литовцами под Смоленском.

## Биография

### Служба Ивану III Васильевичу
Служил дядькой (воспитателем) сына Ивана III, будущего московского князя — Василия III, в незначительной должности боярского сына, из тех "которые в думе не живут". Просьбы Василия к отцу дать князю Фёдору Ивановичу боярство и членство в Боярской думе, великий князь Иван III оставил без внимания.
В 1489 году ездил в Литву для разъяснения спорных вопросов. В апреле 1497 года с князем Семёном Холмским вторым ходил в Казань для возведения на престол Абдул-Латифа. В мае этого же года, приводил к присяге на верность Государю всех казанцев. В 1500 году отправлен из Москвы первым воеводой на Литву, завоевал города: Брянск, Почеп, Радогож, Путивль, Любец и другие. В 1502 году упомянут первым воеводой Сторожевого полка в походе против литовцев. В 1503 году, вновь, был первым воеводой сторожевого полка в походе из Ржева на Лифляндию.

#### Служба Василию III Ивановичу
В мае 1506 года послан на Казань четвёртым воеводой Большого полка плавной рати, во время неудачного похода на Казань в 1506 году убит под стенами города.

## Семья
От брака с неизвестной имел детей:
- Князь Палецкий Иван Фёдорович (ум. 1524 или 1531) — воевода и окольничий.
- Князь Палецкий Дмитрий Фёдорович Щереда (ум. 1561) — воевода, наместник и боярин.
- Княжна Палецкая № Фёдоровна — жена окольничего Василия Петровича Бороздина.

## Критика
В синодике московского Успенского собора, имеется неоднозначная запись: "Благоверному князя Фёдору Ивановичу и детям его князю Фёдору и князю Андрею и князю Василию Палецким, убитым от безбожной Литвы под Смоленском, вечная память". Данная запись определяет князя Фёдора Ивановича, без указания Большой или Меньшой, как лицо канонизированное в чине — Благоверный, но другими источниками это не подтверждается. А.Б. Лобанов-Ростовский в "Русской родословной книге" относит данную запись к князю Фёдору Ивановичу Меньшому упоминая, что его сыновья князья Фёдор и Андрей Фёдоровичи, оба взяты в плен под Смоленском, где и умерли, а князь Василий Фёдорович по прозванию "Булат" погиб там же.